# Liosynaphaeta balloni
Liosynaphaeta balloni is een keversoort uit de familie boktorren (Cerambycidae). De wetenschappelijke naam van de soort is voor het eerst geldig gepubliceerd in 1926 door Fisher.